# Edificio Schlesinger
El edificio Schlesinger (en inglés: Schlesinger Building), también conocido como Wesbank Centre o Sanlam Centre, es un rascacielos situado en Braamfontein, Johannesburgo, Sudáfrica. Tiene 21 plantas, con una altura de 110 metros. Fue construido en 1965, siendo desde esa fecha hasta 1968 el edificio más alto de África, cuando se construyó el Standard Bank Centre, también en Johannesburgo. El edificio lleva el nombre de John Schlesinger, un hombre de negocios de Johannesburgo que también fue uno de los primeros coleccionistas de arte destacados de la ciudad.
Doreen E. Greig, quien fue la primera mujer presidenta en jefe del Instituto Sudafricano de Arquitectos, describió el edificio en su libro como "un edificio inmenso" con un aspecto "sombrío y monumental", que se derivaba del reflejo del revestimiento de vidrio gris verdoso. Su fachada es abultada y sus montantes verticales de aluminio se equilibran con las enjutas horizontales de vidrio.